# ミルクヨーカン

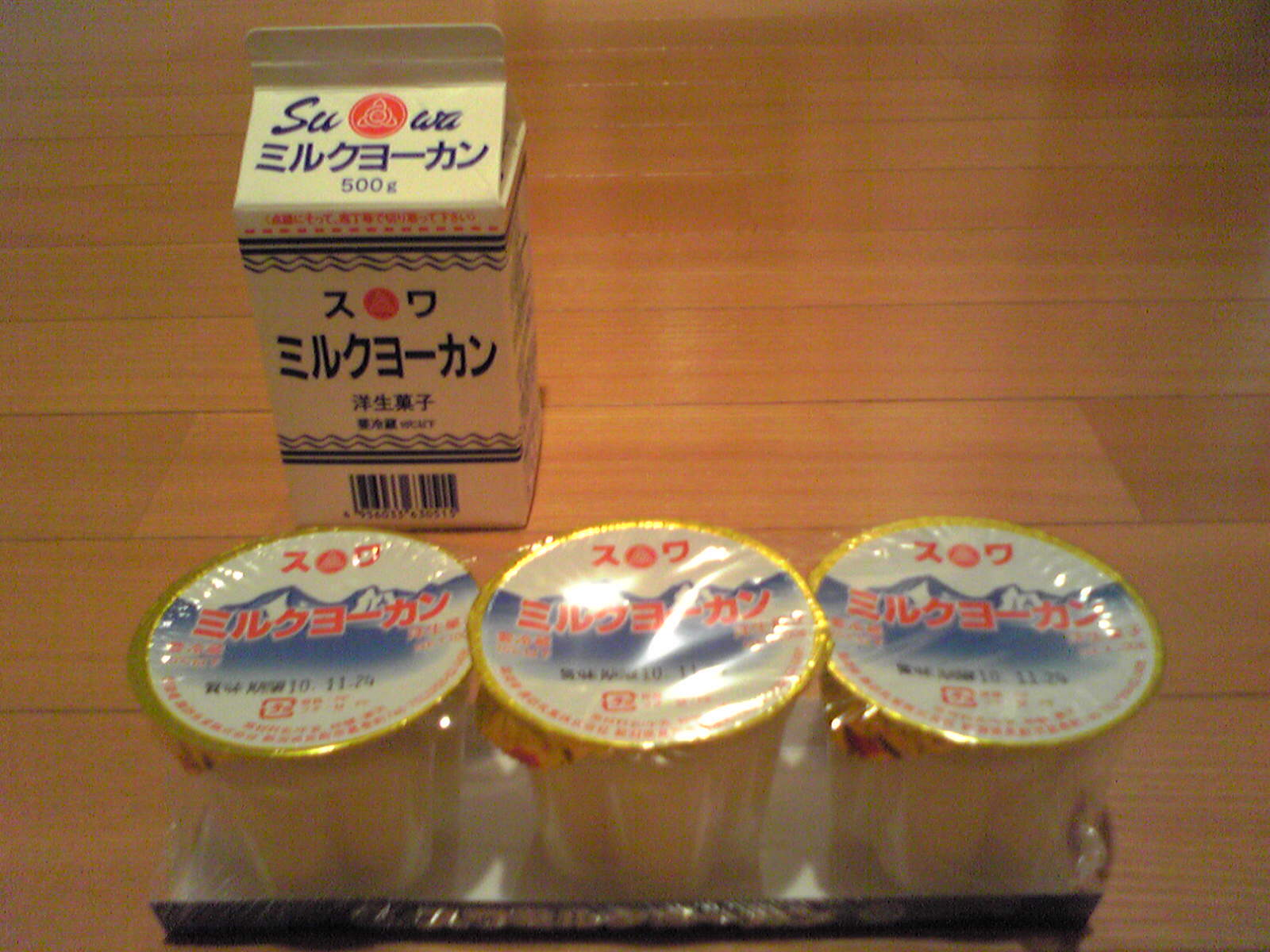
諏訪乳業のミルクヨーカン（500gパックと100gパック）

ミルクヨーカンは、牛乳・砂糖・寒天を原料とする洋生菓子の一種。新潟県見附市の諏訪乳業が製造している。

## 概要
昭和40年代から地元の学校給食の牛乳を供給していた諏訪乳業により、給食が休みの間の牛乳のロスを無くすために、現在の社長である諏訪重雄が家で食べていた牛乳寒天をもとに、1976年（昭和51年）に前身の牛乳ようかんを開発した（その際、羊羹と同様に寒天を使用することからミルクヨーカンと名付けられたとテレビで紹介されたことがあるが、実際には牛乳ようかんである）。
当初はプラスチック製の容器だったが、同社でつくっていた牛乳パックを利用することにし、1988年（昭和63年）にスワミルクヨーカンとして発売が始まった。諏訪重雄社長は「自分が食べて、また食べたくなるような味を作り出すことに工夫した」と話している。発売当時、容器用に新しい機材を買うことが難しかったことにより、牛乳パックの容器に入れることとなった。
現在は、プラスチック容器に入った100gパックと、牛乳パックに入った500gパックがあり、牛乳パック形状の500gパックには、注ぎ口部分に点線が印刷されており、包丁でその部分を切って開けるよう指示がされている。
ミルクヨーカン自体は、基本的に地元でしか販売されていないが、口コミで広がり、関東地方からも注文がある。地元以外では、県外で催される見附市の物産展において販売される場合がある。
2005年12月に見附市が「地産地消」をテーマとして、地元産の素材を活用した学校給食を企画した際には、市内の業者が製造する本製品もメニューに取り入れられ、見附市内の小・中・養護学校全校において児童に提供された。
2009年10月末に民放テレビ局が商品を紹介した後に全国から注文が来るようになり、生産量を10倍にアップしたが間に合わず、発送は約3カ月先という状態になっている。

## その他
桃太郎電鉄シリーズの監督であるさくまあきらは、2006年に自身のブログにおいて、表参道にある表参道・新潟館ネスパスでの見附市の物産展においてミルクヨーカンを購入したことをつづり、「名前がいかにも『桃太郎電鉄』にふさわしい」「これはそのうち、物件として登場させてもいいな!」と述べている。